# ワールド・レスリング・アソシエーション (ティフアナ)
ワールド・レスリング・アソシエーション（World Wrestling Association、略称：WWA）は、メキシコのバハ・カリフォルニア州ティフアナを拠点としていたプロレス団体。

## 歴史
1986年、ベンジャミン・モラ・ジュニアが設立。同年、ティフアナで旗揚げ戦を開催。
ミル・マスカラス、タイガー・ジェット・シンらを参戦させるなどして規模を拡大していった。
全盛期にFOXスポーツのスペイン語チャンネル「Fox Sports en Español」で試合中継番組の放送が開始された。
1992年、AAAを旗揚げされると業界トップに躍進して人気が低迷して1990年代後半に消滅。
2004年、再興したが2000年代後半に消滅。

## 日本との関係
1990年、FMWとの業務提携を発表。同年、WWA世界女子王座（FMW版）を創設。
1991年2月、FMW、WWA、ソビエトの格闘技組織「DILA」が王座認定組織「WFDA」を発足。同年、WFDA世界マーシャルアーツ王座とWFDA世界マーシャルアーツタッグ王座を創設。1992年、WFDA世界マーシャルアーツジュニアヘビー級王座を創設。
超電戦士バトレンジャー（カミカゼ・ニンジャ、ウルトラ・タイガー）、フライングキッド市原（カブキ・ハンニャ、オーニタ・ジュニア）、ハヤブサが武者修行のために遠征している。

## タイトル
- WWA世界ヘビー級王座
- WWA世界ジュニアヘビー級王座
- WWA世界ライトヘビー級王座
- WWA世界ジュニアライトヘビー級王座
- WWA世界ミドル級王座
- WWA世界ウェルター級王座
- WWA世界ライト級王座
- WWA世界タッグ王座
- WWA世界トリオ王座
- WWA世界女子王座
- WWA世界ミニ王座

## 参戦選手

### 男子選手
- ウニベルソ・ドスミル
- ウルトラ・タイガー
- エディ・ゲレロ
- エル・イホ・デル・サント
- エル・シコデリコ
- エル・テハノ
- エル・ブラソ
- エンリケ・ベラ
- オーニタ・ジュニア
- オクタゴン
- カオス
- ゴリー・ゲレロ
- シエン・カラス
- シコシス（初代）
- シベルネティコ
- ショッカー
- シルバー・キング
- スコルピオ・ジュニア
- スペル・アストロ
- スペル・パルカ
- スペル・ハルコン
- タイガー・ジェット・シン
- チャボ・ゲレロ
- ティニエブラス
- ドス・カラス
- ネグロ・カサス
- パトリオット
- ハヤブサ
- バンピーロ・カサノバ
- ビジャノ1号
- ビジャノ2号（英語版）
- ビジャノ3号
- ビジャノ4号
- ビジャノ5号
- フィッシュマン
- フエルサ・ゲレーラ
- フベントゥ・ゲレーラ
- ブラソ・デ・オロ
- ブラソ・デ・プラタ
- ブルー・デモン
- ブルー・デーモン・ジュニア
- ブルー・パンテル
- フベントゥ・ゲレーラ
- ヘクター・ゲレロ
- ペロ・アグアヨ
- ペロ・アグアヨ・ジュニア
- ペンタゴン・ブラック
- マスカラ・アニョ・ドスミル
- マンド・ゲレロ
- ミル・マスカラス
- ラ・パルカ（初代）
- ラヨ・デ・ハリスコ
- ラヨ・デ・ハリスコ・ジュニア
- リスマルク
- レイ・ミステリオ
- レイ・ミステリオ・ジュニア

### 女子選手
- スレイマ
- ローラ・ゴンザレス
- モンスター・リッパー